# Universidad de Calabria
La Universidad de Calabria (en italiano, Università della Calabria, acrónimo UniCal) es una universidad estatal italiana fundada en 1972 y ubicada en las colinas de Arcavacata . La Universidad ocupa el segundo lugar entre las grandes universidades estatales italianas en el ranking elaborado por Censis en 2018 y 2019.

## Historia
Los fundadores de la universidad fueron Beniamino Andreatta, Giorgio Gagliani, Pietro Bucci y Paolo Sylos Labini ; el aula magna lleva el nombre de Beniamino Andreatta desde 2009 .

### Antecedentes
La Universidad de Calabria, establecida con la ley n. 442 de 12 de marzo de 1968, tuvo dos precedentes históricos: el rey Fernando I de Nápoles, con un real decreto dictado en 1814 por iniciativa de la Provincia de Cosenza, autorizó al Liceo Cosenza para abrir una Facultad de Medicina y a tal efecto asignó una dotación de tres mil ducados. El primer gobierno unitario eliminó este privilegio de la escuela secundaria en 1861 (mientras que las escuelas de Notarios y Farmacia en Catanzaro sobrevivieron hasta 1923).
El segundo intento fue el realizado por el médico antifascista Oscar Fragale, veterano, editor y fundador del Centro de Acción para el Desarrollo del Sur de Italia, durante el Congreso del Partido Azione de 1944.  De hecho, la Universidad de Cosentina se inauguró por iniciativa suya en febrero de 1945 e incluía estudios de Medicina, Cirugía y Derecho. El propio Fragale puso a disposición personalmente sus laboratorios clínicos y de radiología para la cátedra de Patología del Trabajo que ocuparía. Sin embargo, la universidad tuvo una corta vida.

## Estructura
La universidad está organizada en los siguientes departamentos:
- Biología, ecología y ciencias de la tierra
- Química y tecnologías químicas.
- Culturas, educación y sociedad
- Economía, estadística y finanzas
- Farmacia y ciencias de la salud y nutrición.
- Física
- Ingeniería Ambiental
- Ingeniería civil
- Ingeniería informática, modelado, electrónica e ingeniería de sistemas
- Ingeniería mecánica, energética y de gestión
- Matemáticas e informática
- Ciencias empresariales y jurídicas
- Ciencias políticas y sociales
- estudios humanísticos

### Campus

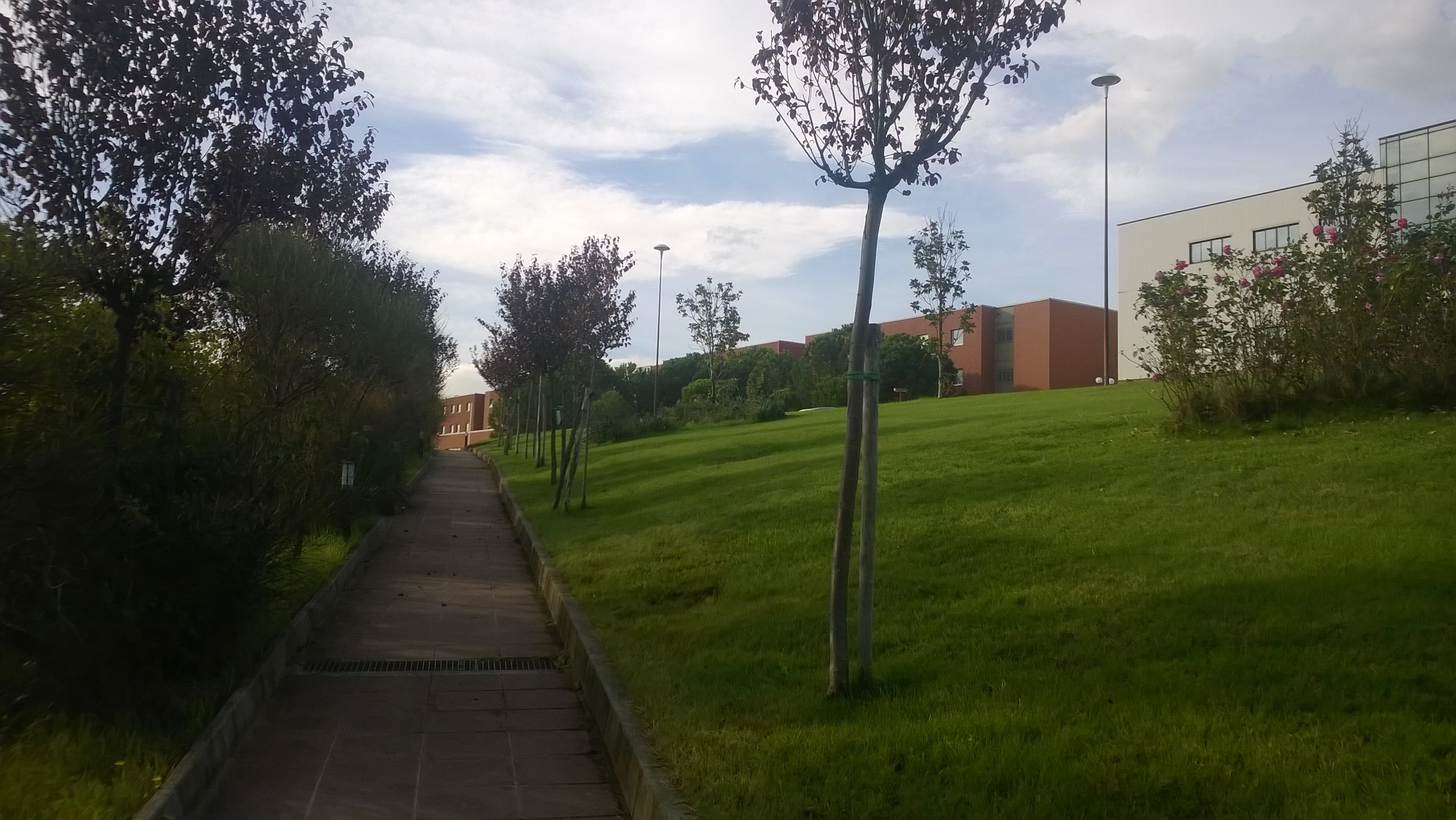
Vista de una avenida del campus

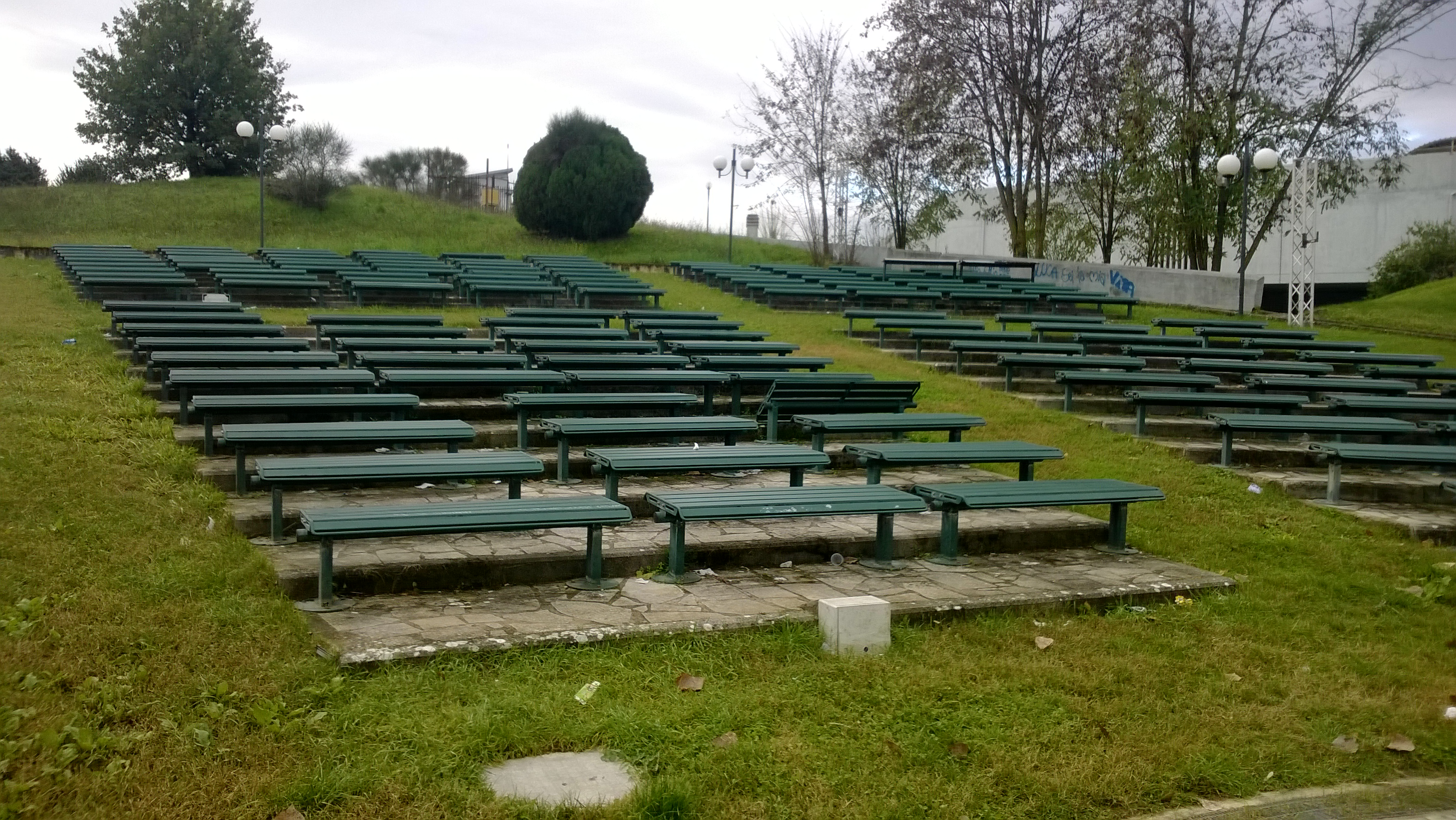
Vista del teatro al aire libre ubicado cerca del edificio de usos múltiples.

El campus cubre un área de aproximadamente 200 hectáreas en las colinas de Arcavacata, una fracción del municipio de Rende incluida en el área urbana de Cosenza . En un principio, la universidad constaba de un único complejo, el edificio polivalente de Arcavacata, diseñado por Massimo Pica Ciamarra, que luego se convirtió en la sede del departamento de farmacia y nutrición y ciencias de la salud. El proyecto del campus de la Universidad de Calabria pertenece a Vittorio Gregotti y forma parte de una fase de su investigación destinada a resumir la arquitectura y la planificación del paisaje. El complejo universitario tiene la forma de un largo malecón, de aproximadamente 2 km de largo, que cruza el valle del río Crati. El muelle, llamado puente "Pietro Bucci", está compuesto por estructuras de hormigón armado e incluye una pista vehicular y una peatonal. Los edificios de los distintos departamentos de la universidad tienen forma cúbica y treinta metros de altura; se conectan a la estructura horizontal del malecón, variando en altura según los cambios en los cerros de Arcavacata. Los distintos caminos conectados al puente conducen a las instalaciones del campus. En la base de la universidad también hay un centro residencial diseñado por Enzo Zacchiroli, así como algunas estructuras diseñadas por el propio Vittorio Gregotti, mientras que las residencias posteriores son obra del arquitecto danés Martensson.
El campus está dividido en diez distritos: Chiodo 1, Chiodo 2, Maisonnettes, Martensson A, Martensson B, Molicelle, Monaci, Nervoso, San Gennaro, Sócrates; que está flanqueado por la residencia De Lieto.
Cada distrito tiene un centro común, donde se organizan actividades de diversa índole, y está atendido por los comedores de los distritos de Martensson y Maisonnettes; a estos se suman dos cantinas más, activas sólo a la hora del almuerzo, ubicadas dentro del edificio de usos múltiples y en Piazza Vermicelli.

### Bibliotecas

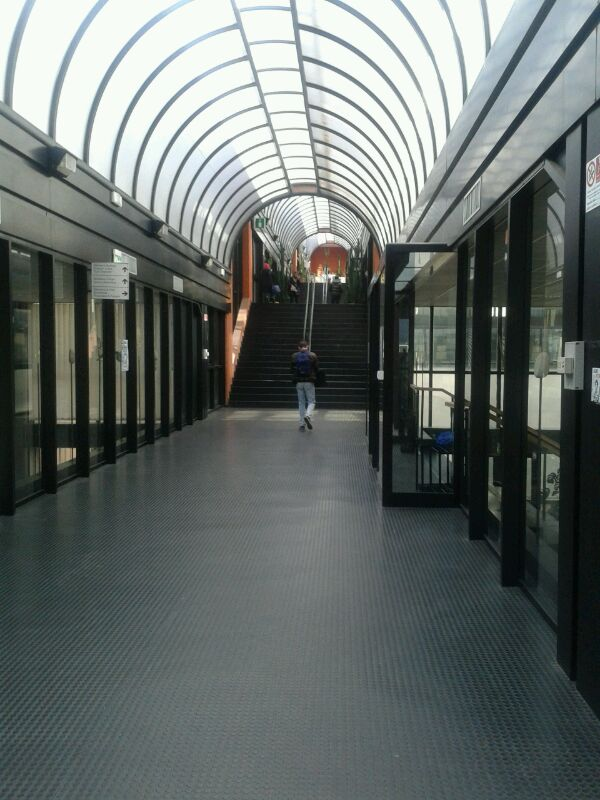
Entrada principal de las Bibliotecas de la Universidad de Calabria.

La Universidad opera un sistema de tres bibliotecas, cada una dedicada a un área temática:
- Biblioteca Interdepartamental de Ciencias Económicas y Sociales: nacida en 1981, a raíz de la unificación de las bibliotecas de los departamentos de economía política; organización empresarial y administración pública; sociología y ciencias políticas. En 1986 lleva el nombre del economista Ezio Tarantelli
- Biblioteca del área técnico-científica: fundada en 1999 a partir de la reconversión de la antigua biblioteca central
- Biblioteca del área de humanidades: establecida en 1986, y posteriormente nombrada en honor a Francesco Ernesto Fagiani, profesor de filosofía moral fallecido prematuramente.

El 7 de febrero de 2001, las tres bibliotecas se colocaron en una nueva ubicación representada por los tres bloques ubicados en Piazza Chiodo. Conectadas al sistema de bibliotecas de la universidad hay dos bibliotecas más:
- Biblioteca de mujeres " Nosside ": creada en 1986, como centro de documentación, estudio e investigación sobre la mujer y la igualdad de oportunidades[11][12]
- Biblioteca de Farmacia: Perteneciente al Departamento de Farmacia y Ciencias de la Salud y Nutrición

### Museo
Dentro de la institución se encuentra el Museo de Historia Natural de Calabria y el jardín botánico .

## Editorial
La Universidad de Calabria tiene su propia editorial llamada Centro Editoriale e Librario.

## Rectores
- Beniamino Andreatta (1971-1975)
- César Roda (1975-1978)
- Peter Bucci (1978-1987)
- Rosario Aiello (1987-1990)
- Giuseppe Frega (1990-1999)
- Juan Latorre (1999-2013)
- Gino Mirocle Crisci (2013-2019)
- Nicola Leone (desde 2019)

## Otros proyectos
- Wikimedia Commons contiene immagini o altri file sull'Università della Calabria